# Bisdom Saint-Jean-Longueuil
Het bisdom Saint-Jean-Longueuil (Latijn: Dioecesis Sancti Ioannis-Longoliensis) is een rooms-katholiek bisdom met als zetels Saint-Jean-sur-Richelieu en Longueuil, in Canada. Het bisdom is suffragaan aan het aartsbisdom Montréal. 

## Geschiedenis
Het bisdom werd opgericht op 9 juni 1933, als het bisdom Saint-Jean-de-Québec, uit delen van het aartsbisdom Montréal. Op 27 februari 1982 veranderde het van naam naar bisdom  Saint-Jean-Longueuil. 

## Parochies
Het bisdom had in 2020 een oppervlakte van 2.078 km2 en telde 817.550 inwoners waarvan 80,1% rooms-katholiek was.

## Bisschoppen
- Paul-Ernest-Anastase Forget (12 mei 1934 - 3 februari 1955)
- Gérard-Marie Coderre (3 februari 1955 - 3 mei 1978; coadjutor sinds 5 juli 1951)
  - Robert Lebel (hulpbisschop: 11 maart 1974 - 26 maart 1976)
- Bernard Hubert (3 mei 1978 - 2 februari 1996; coadjutor sinds 27 januari 1977)
- Jacques Berthelet (27 december 1996 - 28 oktober 2010; hulpbisschop sinds 19 december 1986)
  - Louis Dicaire (hulpbisschop: 19 juni 2004 - 19 juli 2020)
- Lionel Gendron (28 oktober 2010 - 5 november 2019)
- Claude Hamelin (5 november 2019 - heden; hulpbisschop sinds 22 december 2015)

## Galerij van afbeeldingen

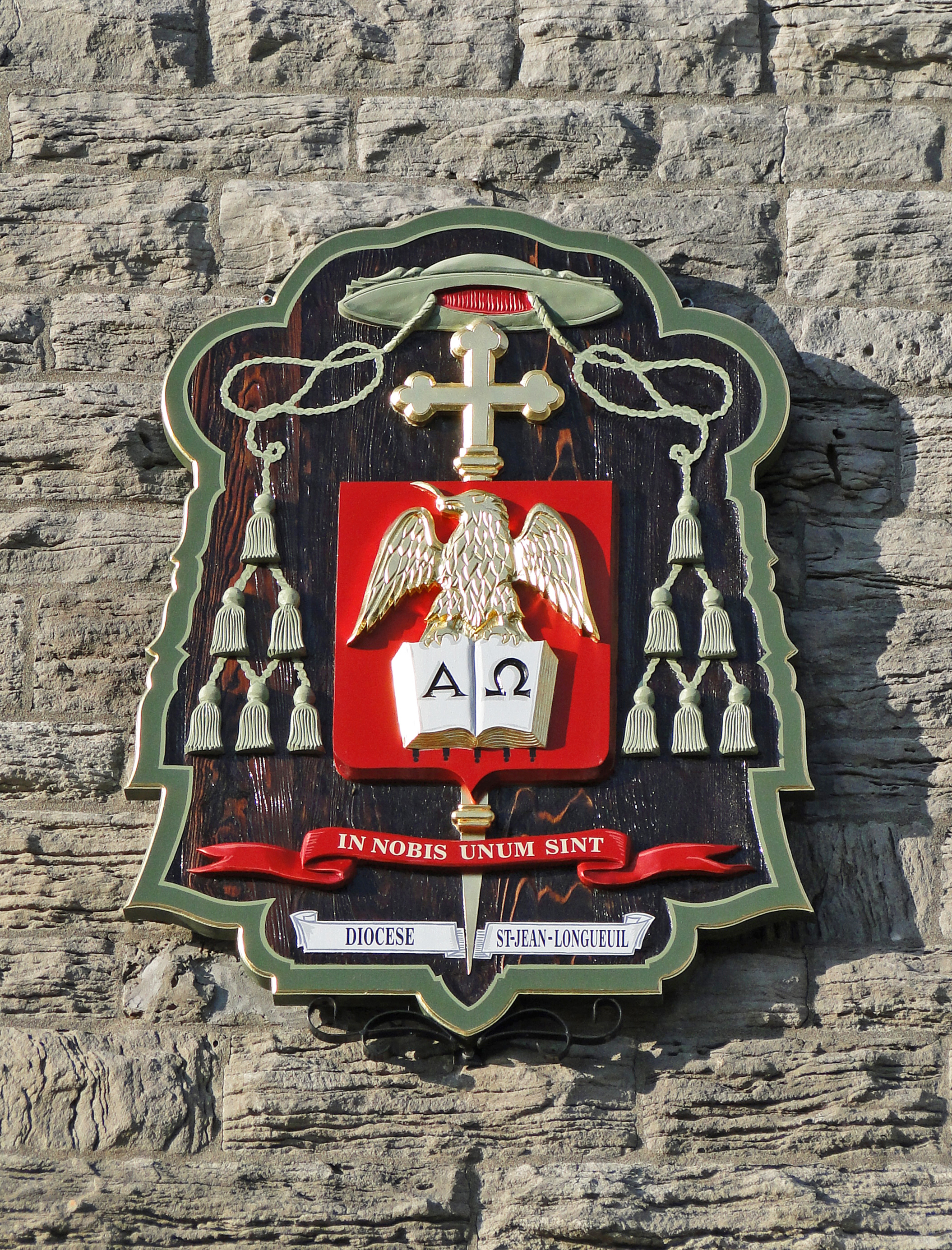
Wapen van het bisdom Saint-Jean-Longueuil
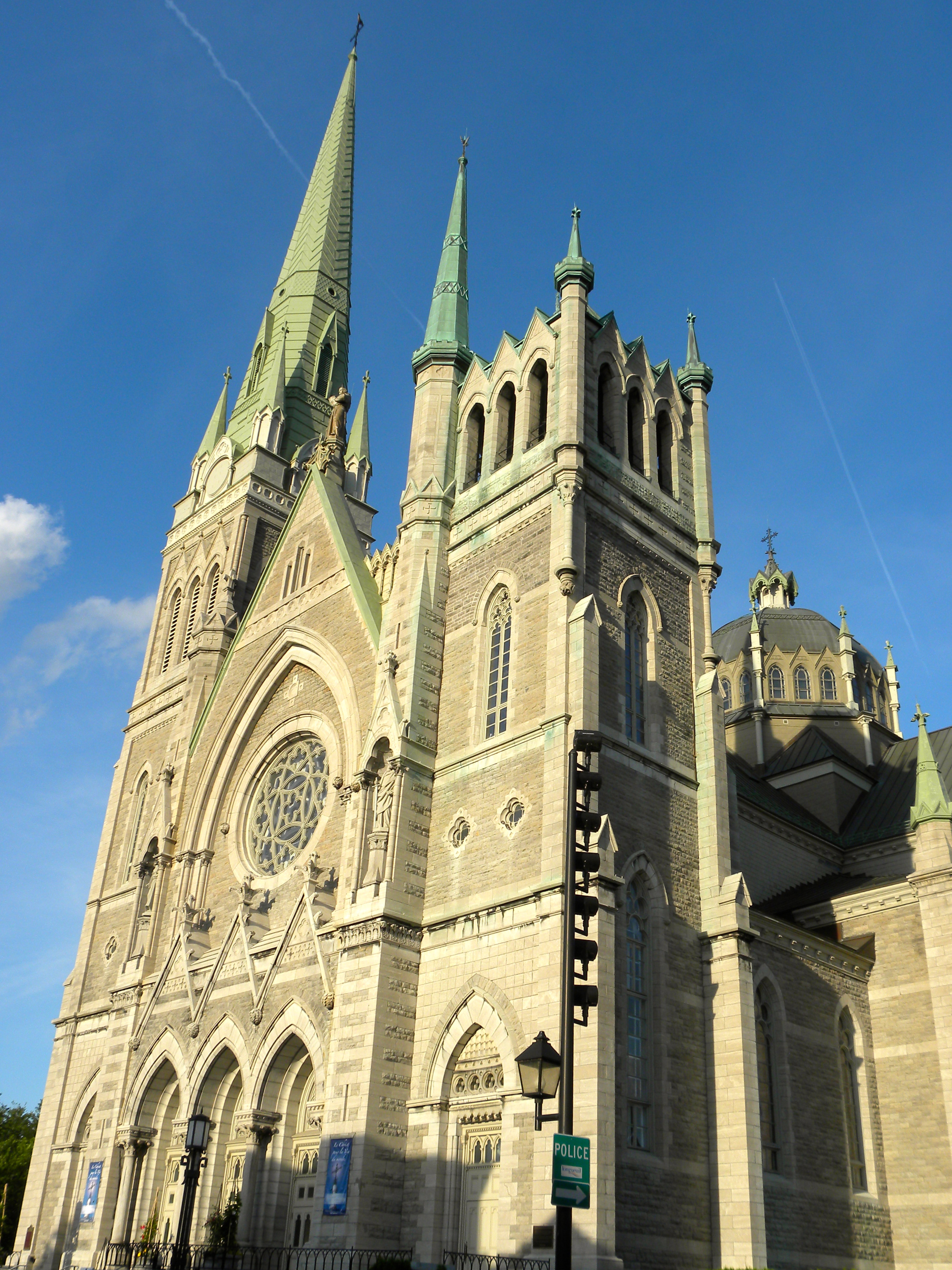
Cokathedraal van Longueuil
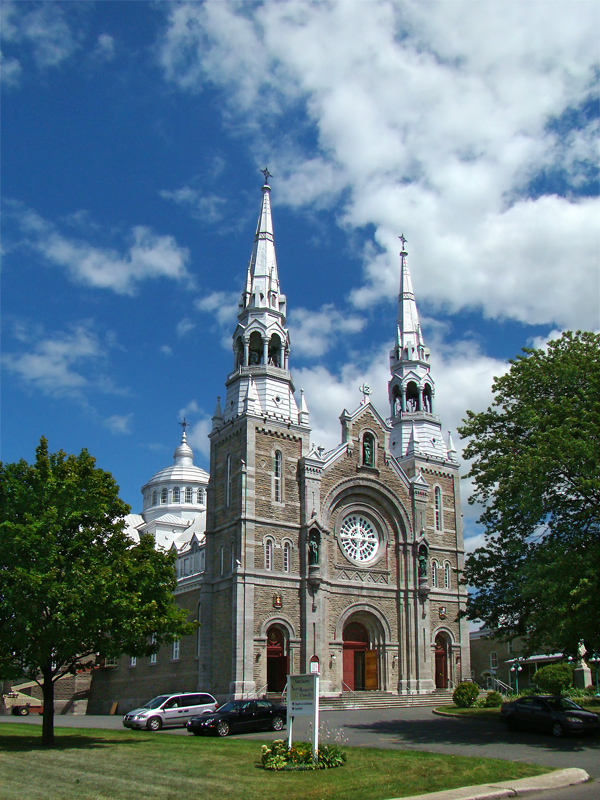
Basiliek Sainte-Anne-de-Varennes in Varennes
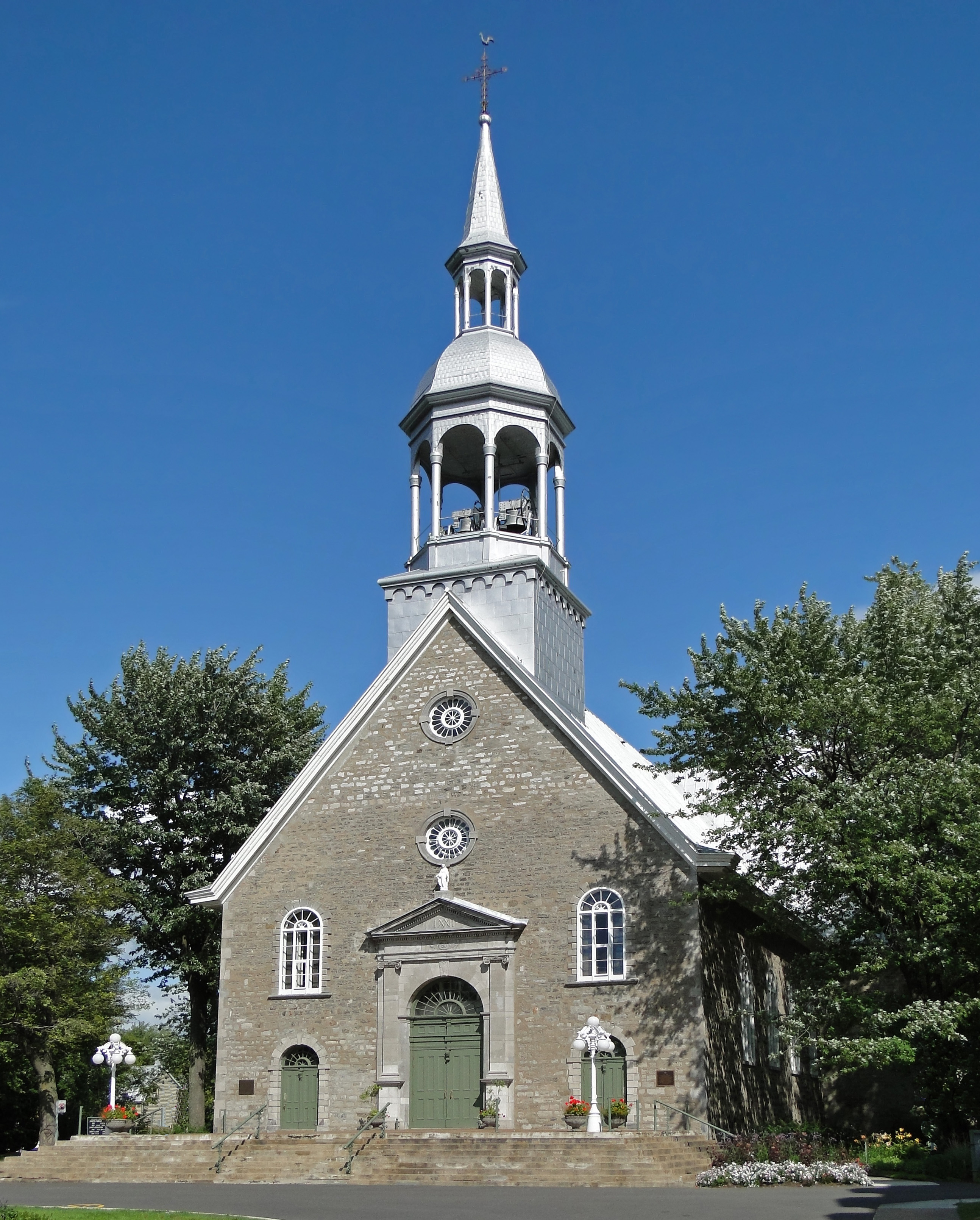
Kerk Sainte-Famille in Boucherville uit 1801
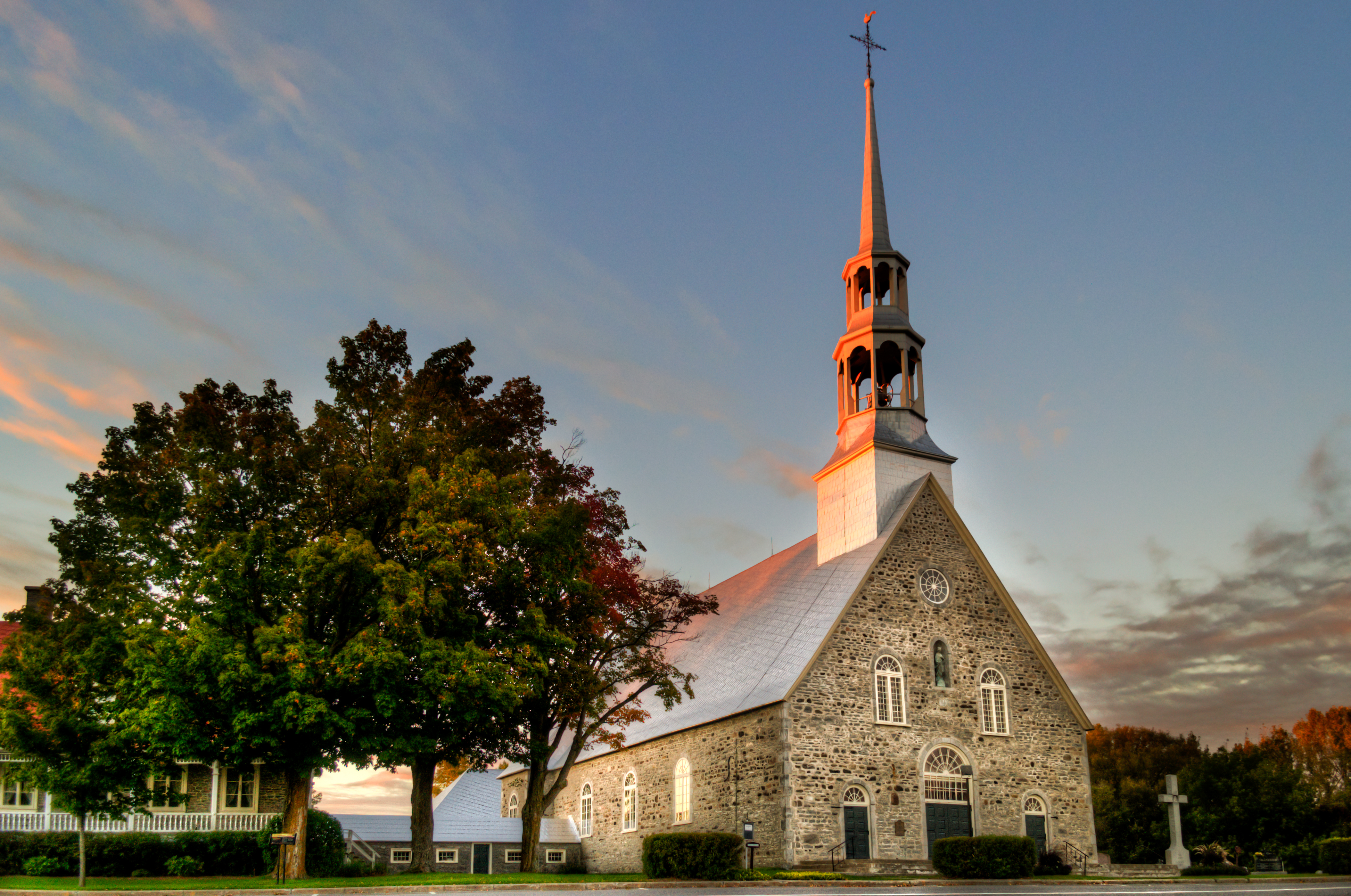
Kerk van Sainte-Marguerite-de-Blairfindie in Saint-Jean-sur-Richelieu uit 1801

Montréal (aartsbisdom) · Joliette · Saint-Jean-Longueuil · Saint-Jérôme-Mont-Laurier · Valleyfield